# Barrett M95
Barrett M95 là súng bắn tỉa công phá sử dụng loại đạn 12,7×99mm NATO và được chế tạo bởi Barrett Firearms Manufacturing.

## Hình dáng
Barrett M95 là mẫu nâng cấp của khẩu Barrett M90. Nó là súng bắn tỉa khóa nòng trượt có thiết kế bullpup. Khác biệt lớn nhất giữa Barrett M90 và Barrett M95 là cò súng vành bảo vệ được di chuyển lên phía trước khoảng 25 mm để chừa nhiều chỗ trống hơn cho băng đạn. Cũng như tay cầm khóa nòng được thiết kế chếch xuống đuôi hướng ra phía sau, nòng súng được mạ crôm và có các thay đổi nhỏ ở cò súng và kim điểm hỏa.

## XM107
Vào năm 1999, Barrett M95 đã lọt vào dòng chung kết để giành danh hiệu XM107 và trở thành súng bắn tỉa chính trong quân đội Hoa Kỳ. Nhưng khẩu Barrett M82 đã giành được danh hiệu này dù vậy quân đội Hoa Kỳ vẫn mua một lượng nhỏ Barrett M95 để thí nghiệm sâu hơn. Trên trang web của Barrett nói rằng mẫu Barrett M95 được sử dụng bởi lực lượng thi hành công vụ, lực lượng đặc nhiệm và Lực lượng Đặc biệt và quân đội của hơn 15 quốc gia.

## Các quốc gia sử dụng
- Hoa Kỳ: Nước sản xuất làm ra khẩu Súng bắn tỉa công phá Barrett M95
- Argentina: Comandos Anfibios , Gendarmería Nacional Sección de Fuerzas Especiales, Grupo Alacrán.
- Áo: Lực lượng đặc biệt Jagdkommando của Quân đội Áo
- Gruzia: Được sử dụng với số lượng hạn chế bởi các lực lượng hoạt động đặc biệt.
- Ấn Độ: Sử dụng bởi Quân đội Ấn Độ
- Ý: Được sử dụng bởi Trung đoàn nhảy dù số 9 "Col Moschin".
- Jordan:  Được tuyển dụng bởi Quân đội Malaysia Grup Gerak Khas.
- Philippines:  Được thông qua bởi Thủy quân lục chiến Philippines. Súng bắn tỉa công phá Barrett M95 được mua vào năm 1998.
- Bồ Đào Nha:  Được sử dụng bởi Trung tâm Lực lượng Tác chiến Đặc biệt của Quân đội Bồ Đào Nha.
- Serbia: Được sử dụng bởi Hiến binh Serbia và Lữ đoàn đặc biệt của quân đội Serbia.
- Thái Lan: Được sử dụng bởi Hải quân Hoàng gia Thái Lan SEALs